# Archytas innovatus
Archytas innovatus là một loài ruồi trong họ Tachinidae.